# Violettscheitel-Flaggensylphe
Die Violettscheitel-Flaggensylphe (Loddigesia mirabilis), auch als Wundersylphe bezeichnet, ist ein Vogel aus der Familie der Kolibris (Trochilidae) und die einzige Art der somit monotypischen Gattung Loddigesia. Sie ist endemisch in den Bergwäldern des nördlichen Perus. Der Bestand wird von der IUCN als „stark gefährdet“ (endangered) eingeschätzt.

## Beschreibung
Die Violettscheitel-Flaggensylphe erreicht bei den Männchen eine Länge von 15 bis 17 Zentimetern und bei den Weibchen von 9 bis 10 Zentimetern. Davon entfallen beim Männchen 11 bis 13 Zentimeter und beim Weibchen 5 bis 7 Zentimeter auf den Schwanz. Das Gewicht beträgt ungefähr drei Gramm. Beim Männchen sind die Zügel, der Oberkopf und die Federhaube glitzernd violett. Die Oberseite ist glänzend metallisch grün. Der Nacken ist mehr schimmernd bronzefarben. Das mittlere Steuerfederpaar ist grünlich bronzefarben und an der Spitze dunkler. Charakteristisch sind die seitlichen Steuerfedern. Sie sind schwarz und enden zur Spitze hin in länglichen, dunkel glänzend purpurblauen Flaggen. Die Kinn- und Kehlfedern sind bläulichgrün mit einem schimmernden, goldfarbenen Rand. Die Unterseite ist bräunlichweiß mit einem dunkel bronzefarbenen Mittelstreif. Der Bauch und die Flanken sind metallisch grün. Die Unterschwanzdecken sind bronzegrün, wobei das verlängerte Paar eine feine weiße Spitze aufweist. Der schwarze Schnabel ist etwas gekrümmt. Beim Weibchen ist die Oberseite glänzend metallisch grün. Der Oberkopf ist matter und dunkler. Das mittlere Steuerfederpaar ist an der Wurzel metallisch grün und von der Mitte bis zur Spitze dunkel stahlblau. Das äußerste Steuerfederpaar ist dunkel graubraun, die verbreiterte Spitze ist stahlblau. Die Unterseite ist weiß bis hell rostbräunlich. Der Hals und die Flanken sind glänzend metallisch grün. Die Unterschwanzdecken sind bräunlichweiß. Beim Weibchen fehlen die Kehlzeichnung und die Flaggen an den Schwanzfedern. Die immaturen Vögel ähneln dem Weibchen. Das immature Männchen hat eine teilweise entwickelte Kehlzeichnung, eine schwarze Mittellinie am Bauch und schwarze Flaggen an den Schwanzfedern.

## Vorkommen
Das Vorkommen der Violettscheitel-Flaggensylphe ist auf die Osthänge des Utcubamba-Tals in der Cordillera del Colán in der Provinz Chachapoyas, auf die Umgebung von Jesús del Monte in der Provinz San Martín und auf die Ufer des Lago Pomacochas im Distrikt Florida in der Provinz Bongará beschränkt.

## Lebensraum
Die Violettscheitel-Flaggensylphe kommt an Waldrändern, in Sekundärwäldern und in von Rubus-Dickicht dominierten montanen Buschlandschaften in offenem Gelände, in abschüssigen Tälern und Schluchten in Höhenlagen zwischen 2.100 und 2.900 Meter vor.

## Nahrung
Die Nahrung besteht aus dem Nektar von blühenden Rubus-Gewächsen, von Bomarea formosissima und Satureja sericea. Bei der Nahrungssuche werden bestimmte Futterpflanzen regelmäßig angeflogen. Die Violettscheitel-Flaggensylphe setzt sich zum Nektartrinken, anstatt wie andere Kolibriarten im Schwirrflug vor der Blüte zu verbringen.

## Fortpflanzung
Über das Brutverhalten der Violettscheitel-Flaggensylphe ist nur wenig bekannt. Die Paarungszeit dauert von Oktober bis Mai.
Bei der Balz spielen die langen Schwanzfedern eine wesentliche Rolle. Balzen die Männchen von einem Ansitz aus, können sie ihre Schwanzfedern nach vorne kippen, so dass diese vor ihrer Brust tanzen. Auf dem Höhepunkt der Balz fliegen sie vom Ansitz auf und setzen sich rasch wieder hin. Dabei bewegen sie die Schwanzfedern so schnell, dass die Vögel an einen sich schnell drehenden Kreisel erinnern. Diese Wirkung wird noch verstärkt, weil die Männchen in Leks balzen und mehrere Männchen gleichzeitig ihre Flugfedern zur Schau stellen.

## Status
Die Violettscheitel-Flaggensylphe wurde 1836 von Andrew Matthews, einem Vogelsammler, der für den Naturforscher George Loddiges arbeitete, entdeckt. Jules Bourcier beschrieb das Typusexemplar zunächst unter dem Namen Trochilus mirabilis und die Art wurde erst später der Gattung Loddigesia zugeschlagen. Das Männchen, das von Matthews gesammelt wurde, bildete die Grundlage für Henry Constantine Richters Lithografie in John Goulds A Monograph of the Trochilidae, or Family of Humming-birds (1849–87). Nach einer letzten Sichtung im Jahre 1880 durch den polnischen Ornithologen Jan Sztolcman wurde die Art 1962 vom brasilianischen Naturforscher Augusto Ruschi (1915–1986) in einem Tal des Utcubamba wiederentdeckt. In den 1970er und 1980er Jahren führte der Ornithologe Theodore Albert Parker III Untersuchungen im Lebensraum der Violettscheitel-Flaggensylphe durch. Er kam zu dem Ergebnis, dass mehr Weibchen als Männchen existieren und errechnete ein Geschlechterverhältnis von 5 zu 1. Im Jahre 2000 gelangen dem US-amerikanischen Ornithologen James Hecht die ersten Filmaufnahmen der Violettscheitel-Flaggensylphe. Die Art hat ein sehr kleines Verbreitungsgebiet. Etwa 250 bis 1000 Exemplare leben in einem Areal von 8700 km². Entwaldung ist an den Berghängen der Cordillera del Colán weit verbreitet. Seit 1978 wurden weite Waldbereiche im Lebensraum der Violettscheitel-Flaggensylphe gerodet, und der verbliebene Wald ist durch den Anbau von Hanf und Kaffee gefährdet. Gespräche mit den Einwohnern von Florida haben zudem offenbart, dass die getrockneten Herzen der Männchen als Aphrodisiakum verwendet werden. Die Jagd auf die Männchen, die mit Schleudern durchgeführt wird, könnte auch das schlechte Geschlechterverhältnis erklären.

## Etymologie
Charles Lucien Jules Laurent Bonaparte führte 1850 die neue Gattung Loddigesia ein. Den Namen wählte er zu Ehren von George Loddiges (1786–1846), den er irrtümlich als Erstautor nannte, da das Typusexemplar aus seinem Naturalienkabinett stammte. Mirabilis ist das lateinische Wort für „bewundernswert, wunderbar“.

## Einzelbelege
1. ↑   Couzon, S. 138
2. 1 2  Jules Bourcier, S. 42
3. ↑  Władysław Taczanowski u. a., S. 827–834.
4. ↑  Augusto Ruschi (1964) No. 44, S. 1.
5. ↑  Charles Lucien Jules Laurent Bonaparte, S. 80
6. ↑  James A. Jobling S. 256